# استان توناپونا–پیارکو
استان توناپونا-پیارکو (به لاتین: Tunapuna-Piarco Regional Corporation) یک استان در ترینیداد و توباگو است. استان توناپونا-پیارکو ۵۲۷٫۲۳ کیلومتر مربع مساحت و ۲۱۵٬۱۱۹ نفر جمعیت دارد.